# Robin Scherbatsky
Robin Charles Scherbatsky Jr., poznatija kao Robin Scherbatsky, je izmišljeni lik koji se pojavljuje u popularnoj američkoj seriji Kako sam upoznao vašu majku. Glumi ju Cobie Smulders.

## O Robin Scherbatsky
Robin Scherbatsky rođena je 23. srpnja 1980. u Vancouveru u pokrajini Britanska Kolumbija u Kanadi. Pojavljuje se u svih 208 epizoda serije Kako sam upoznao vašu majku. Njezin otac Robin Charles Scherbatsky Sr. odgojio ju je kao dječaka. U epizodi "Unpause" saznajemo da je njezina obitelj vrlo bogata.
U mladosti je bila pop zvijezda. Nastupala je pod imenom Robin Sparkles. Njezine najpoznatije pjesme koje se pojavljuju u seriji su Let's Go to the Mall, Sandcastles in the Sand i P.S. I Love You. Kasnije je u karijeri nastupala kao Robin Daggers. Izvela je pjesmu You Oughta Know na 84. Grey Cupu što je označilo njezin kraj glazbene karijere.
U epizodi "Purple Giraffe" saznajemo da se Robin doselila u New York u travnju 2005. kako bi radila kao izvjestiteljica na kanalu "Metro News 1". Robin mrzi taj posao, no unutar godinu dana postaje glavna izvjestiteljica zahvaljujući bivšemu glavnom izvjestitelju Sandyju Riversu (Alexis Denisof).
Voli piti viski i pušiti cigarete. Vrlo je sarkastična. Voli pištolje te ih često nosi u svojoj torbici. Imala je 5 pasa sve dok njezin dečko te najbolji prijatelj Ted nije zatražio da ih preseli na farmu njezine ujne. U zadnjoj epizodi serije saznajemo da u 2030. Robin ima novih 5 pasa. Navija za hokejaški klub Vancouver Canucks.

## Najbolji prijatelji

### Ted Mosby
Robin i Ted upoznali su se u MacLaren's Pubu u prvoj epizodi serije Kako sam upoznao vašu majku "Pilot" 2005. godine. Zaljube se na prvi pogled i zajedno su sve dok Ted ne kaže da ju voli. Robin zatim predlaže da prekinu jer imaju potpuno različite ciljeve (Robin želi proputovati svijetom i postati svjetska novinarka, dok Ted želi osnovati svoju obitelj), no da ostanu dobri prijatelji.
Od 4. sezone Robin živi u Tedovom stanu, no iseli se u epizodi 5. sezone "Twin Beds" kako bi živjela s dečkom Donom. Oni prekinu te se Robin vraća u Tedov stan. Zauvijek se seli iz stana u epizodi 7. sezone "No Pressure".
Godine 2030., 6 godina nakon smrti Tedove žene Tracy, Ted dolazi ispred zgrade u kojoj Robin živi, te sa sobom donosi "plavi francuski rog", isti koji je Ted uzeo iz restorana za Robin 2005. Robin je u tom trenutku iznenađena. Ne znamo što se dogodilo s njihovom novom vezom pošto je to zadnji trenutak serije.

### Marshall Eriksen
Robin i Marshall su dobri prijatelji. Njih dvoje zajedno najmanje se druže od ostalih. Razlog toga je "Teorija o sireni" (Mermaid Theory) koja kaže da će muškarac spavati s bilo kojom ženom tijekom nekog vremena, a Marshall to ne želi jer jako voli Lily. Robin i Marshall imaju sličnosti: vole hladnoću i sport.

### Lily Aldrin
Robin i Lily postaju najbolje prijateljice 2005. godine. Kada Lily ode u San Francisco kako bi pohađala umjetnost, Robin ostaje jedina cura u grupi. Kada se Lily ipak vrati iz San Francisca nakon kraćeg vremena, Robin je jedina koja ju podržava te joj čak pomaže pronaći stan.
Robin je djeveruša na vjenčanju Marshalla i Lily, dok je Lily djeveruša na vjenčanju Barneya i Robin. U epizodi 1. sezone "Best Prom Ever" Lily priznaje da ima "čudne snove" o Robin. Želje o "vezi" s Robin nastavljaju se pojavljivati sve do epizode 9. sezone "Rally" kada ju Robin poljubi, no ona zatim kaže da to nikada ne želi napraviti.

### Barney Stinson
Barney i Robin također se upoznaju 2005. godine. Postaju dobri prijatelji. 2009. godine Barney priznaje da voli Robin. Započnu vezu koja traje nekoliko mjeseci te nakon prekida odluče ostati prijatelji.
U epizodi "The Final Page" Barney zaprosi Robin te ona prihvati. Ožene se 25. svibnja 2013. u epizodi "The End of the Aisle". U zadnjoj epizodi "Last Forever" Barney i Robin otkrivaju da su se rastali jer Robin stalno putuje svijetom s Barneyem kao novinarka, što Barneya izluđuje. Činjenica da su se rastali potpuno iznenadi grupu, uključujući i Tedovu ženu Tracy.